# Bo Derek
Mary Cathleen Collins, ismertebb nevén Bo Derek (Long Beach, Kalifornia, 1956. november 20. –) amerikai színésznő, filmproducer és modell.

## Élete és pályafutása
Egyik legemlékezetesebb alakítása az 1979-es Bombanő című filmben volt, mellyel egy Golden Globe-jelölést is szerzett. A film hatására a színésznő az 1980-as évek meghatározó szexszimbólumává vált. Szerepelt férje, John Derek Tarzan, a majomember (1981), Bolero (1984) és Szellemképtelenség (1989) című rendezéseiben. Mindhárom mű negatív kritikákat kapott és a színésznőt is számos Arany Málna díjra jelölték, melyből többet neki ítéltek oda. 
A színésznő ezután 1998-ig, férje haláláig csak kevés filmben tűnt fel. Napjainkban részben visszavonult a filmszakmából és csak alkalmanként vállal filmes, televíziós és dokumentumfilmes szerepléseket.

## Magánélete
2002 óta John Corbett színésszel él együtt, 2020 decemberében házasodtak össze. 
A filmezés mellett politikai tevékenységet is folytat, illetve különféle jótékony ügyeket támogat.

## Filmográfia

### Film
| Év   | Magyar cím           | Eredeti cím                | Szerep               | Magyar hang |
| ---- | -------------------- | -------------------------- | -------------------- | ----------- |
| 1977 | A gyilkos bálna      | Orca                       | Annie                | Orosz Helga |
| 1979 | Bombanő              | 10                         | Jenny Hanley         | Básti Juli  |
| 1980 |                      | A Change of Seasons        | Lindsey Rutledge     |             |
| 1981 |                      | Fantasies                  | Anastasia            |             |
| 1981 | Tarzan, a majomember | Tarzan, the Ape Man        | Jane Parker          | Détár Enikő |
| 1984 | Bolero               | Bolero                     | Lida MacGillivery    | Kiss Mari   |
| 1990 | Szellemképtelenség   | Ghosts Can't Do It         | Katie O'Dare Scott   |             |
| 1992 |                      | Sognando la California     | önmaga               |             |
| 1993 | A hazug szuka        | Woman of Desire            | Christina Ford       | Kovács Nóra |
| 1995 | Tommy Boy            | Tommy Boy                  | Beverly              | Kovács Nóra |
| 2001 | Trópusi bosszú       | Sunstorm                   | Victoria Warren      |             |
| 2001 | A rettegés hálójában | Frozen with Fear           | Katherine Sullivan   |             |
| 2001 | Egyensúlyban         | Life in the Balance        | Kathryn Garr         |             |
| 2001 |                      | Horror 101                 | Miss Allison James   |             |
| 2002 | Az álcázás mestere   | The Master of Disguise     | önmaga (cameo)       |             |
| 2003 | A fehér csóka        | Malibu's Most Wanted       | Bess Gluckman        | Tallós Rita |
| 2003 |                      | Boom                       | önmaga (cameo)       |             |
| 2012 | Highland Park        | Highland Park              | Destiny              |             |
| 2017 |                      | Christmas in the Heartland | Elsa Gentry          |             |
| 2018 |                      | 5 Weddings                 | Mandy Singh Dhaliwal |             |

### Televízió
| Év        | Magyar cím                                      | Eredeti cím                         | Szerep           | Megjegyzések                            |
| --------- | ----------------------------------------------- | ----------------------------------- | ---------------- | --------------------------------------- |
| 1992      | Forró csokoládé                                 | Hot Chocolate                       | BJ Cassidy       | tévéfilm                                |
| 1994      | Gyilkos ábránd                                  | Shattered Image                     | Helen Allgood    | tévéfilm                                |
| 1998      |                                                 | Wind on Water                       | Ciel Connolly    | 3 epizód                                |
| 1999      |                                                 | The Drew Carey Show                 | önmaga           | 1 epizód                                |
| 2000      | Családjogi esetek                               | Family Law                          | Camille Weller   | 1 epizód                                |
| 2000      | Kardok királynője                               | Queen of Swords                     | Mary Rose        | 1 epizód                                |
| 2000      |                                                 | Murder at the Cannes Film Festival  | Thada Pryce      | tévéfilm                                |
| 2000      |                                                 | Emeril                              | önmaga           | 1 epizód                                |
| 2001      | Két pasi meg egy csajszi                        | Two Guys, a Girl and a Pizza Place  | Susan Bergen     | 3 epizód                                |
| 2001      |                                                 | Bob Patterson                       | önmaga           | 1 epizód                                |
| 2003      |                                                 | Lucky                               | Joan             | 1 epizód                                |
| 2003–2005 | Hetedik mennyország                             | 7th Heaven                          | Mrs. Kinkirk     | 3 epizód                                |
| 2005      | Szívem csücskei                                 | Still Standing                      | Mrs. Rose Grundy | 0 epizód                                |
| 2005      | Az információvadász                             | Crusader                            | Nicola Markham   | - tévéfilm - magyar hangja: - Kiss Mari |
| 2006      |                                                 | Fashion House                       | Maria Gianni     | 40 epizód                               |
| 2011      |                                                 | The Hunt for the I-5 Killer         | Seaver           | tévéfilm                                |
| 2012      | Chuck                                           | Chuck                               | önmaga           | 1 epizód                                |
| 2012      | CSI: Miami helyszínelők                         | CSI: Miami                          | Joanna Toring    | 1 epizód                                |
| 2015      | Sharknado 3. – A végső harapás                  | Sharknado 3: Oh Hell No!            | May Wexler       | tévéfilm                                |
| 2018      | Sharknado 6. – Az utolsó Sharknado – Végre vége | The Last Sharknado: It's About Time | May Wexler       | tévéfilm                                |

## Fontosabb díjak és jelölések
| Év   | Díj              | Kategória                           | Jelölt mű                                             | Eredmény |
| ---- | ---------------- | ----------------------------------- | ----------------------------------------------------- | -------- |
| 1979 | Golden Globe-díj | az év színésznő felfedezettje       | Bombanő                                               | Jelölve  |
| 1981 | Arany Málna díj  | Legrosszabb női főszereplő          | Tarzan, a majomember                                  | Elnyerte |
| 1984 | Arany Málna díj  | Legrosszabb női főszereplő          | Bolero                                                | Elnyerte |
| 1990 | Arany Málna díj  | az évtized legrosszabb színésznője  | Tarzan, a majomember és Bolero                        | Elnyerte |
| 1990 | Arany Málna díj  | legrosszabb női főszereplő          | Szellemképtelenség                                    | Elnyerte |
| 1996 | Arany Málna díj  | Legrosszabb női mellékszereplő      | Tommy Boy                                             | Jelölve  |
| 2000 | Arany Málna díj  | az évszázad legrosszabb színésznője | Bolero, Szellemképtelenség, Tarzan, a majomember stb. | Jelölve  |
| 2002 | Arany Málna díj  | legrosszabb női mellékszereplő      | Az álcázás mestere                                    | Jelölve  |

## Fordítás
- Ez a szócikk részben vagy egészben  a   Bo Derek című angol Wikipédia-szócikk fordításán alapul.  Az eredeti cikk szerkesztőit annak laptörténete sorolja fel. Ez a jelzés csupán a megfogalmazás eredetét és a szerzői jogokat jelzi, nem szolgál a cikkben szereplő információk forrásmegjelöléseként.